# Collie (Australia Occidental)
Collie es una ciudad en la región sudoeste de Australia Occidental, 213 kilómetros (132 millas) al sur de la capital estatal, Perth, y 59 kilómetros (37 millas) al este de la ciudad regional y puerto de Bunbury. Se encuentra cercana a la confluencia de los ríos Collie y Harris en medio de densos bosques de jarrah y la única mina de carbón en Australia Occidental.
Según el censo del año 2011, Collie tenía una población de 6998 habitantes.

## Clima
| Parámetros climáticos promedio de Collie | Parámetros climáticos promedio de Collie | Parámetros climáticos promedio de Collie | Parámetros climáticos promedio de Collie | Parámetros climáticos promedio de Collie | Parámetros climáticos promedio de Collie | Parámetros climáticos promedio de Collie | Parámetros climáticos promedio de Collie | Parámetros climáticos promedio de Collie | Parámetros climáticos promedio de Collie | Parámetros climáticos promedio de Collie | Parámetros climáticos promedio de Collie | Parámetros climáticos promedio de Collie | Parámetros climáticos promedio de Collie |
| Mes                                      | Ene.                                     | Feb.                                     | Mar.                                     | Abr.                                     | May.                                     | Jun.                                     | Jul.                                     | Ago.                                     | Sep.                                     | Oct.                                     | Nov.                                     | Dic.                                     | Anual                                    |
| ---------------------------------------- | ---------------------------------------- | ---------------------------------------- | ---------------------------------------- | ---------------------------------------- | ---------------------------------------- | ---------------------------------------- | ---------------------------------------- | ---------------------------------------- | ---------------------------------------- | ---------------------------------------- | ---------------------------------------- | ---------------------------------------- | ---------------------------------------- |
| Temp. máx. media (°C)                    | 30.5                                     | 30.1                                     | 27.3                                     | 23.1                                     | 18.9                                     | 16.3                                     | 15.5                                     | 16.3                                     | 18.1                                     | 20.7                                     | 24.8                                     | 28.3                                     | 22.5                                     |
| Temp. mín. media (°C)                    | 13.2                                     | 13.1                                     | 11.5                                     | 8.7                                      | 6.3                                      | 5.0                                      | 4.2                                      | 4.5                                      | 5.8                                      | 7.4                                      | 9.7                                      | 11.7                                     | 8.4                                      |
| Precipitación total (mm)                 | 15.0                                     | 13.6                                     | 23.3                                     | 47.9                                     | 125.3                                    | 177.0                                    | 177.4                                    | 139.9                                    | 101.0                                    | 63.1                                     | 32.4                                     | 17.1                                     | 930.3                                    |
| Fuente:                                  |                                          |                                          |                                          |                                          |                                          |                                          |                                          |                                          |                                          |                                          |                                          |                                          |                                          |